# Bouteloua juncifolia
Bouteloua juncifolia là một loài thực vật có hoa trong họ Hòa thảo. Loài này được Lag. mô tả khoa học đầu tiên năm 1816.